# Bang Bros
Bang Bros (/ˈbæŋbroʊz/) — интернет-компания по производству порнографии, основанная в 2000 году в Майами (штат Флорида, США). Хотя штаб-квартира компании находится в Майами, некоторые сцены снимаются в Лос-Анджелесе. Компании принадлежит 35 веб-сайтов, из которых только 16 регулярно обновляются. Старейшими действующими сайтами компании являются AssParade, BangBus, BigMouthfuls, BigTitsRoundAsses, MonstersofCock и TugJobs.

## Проблемы с законом

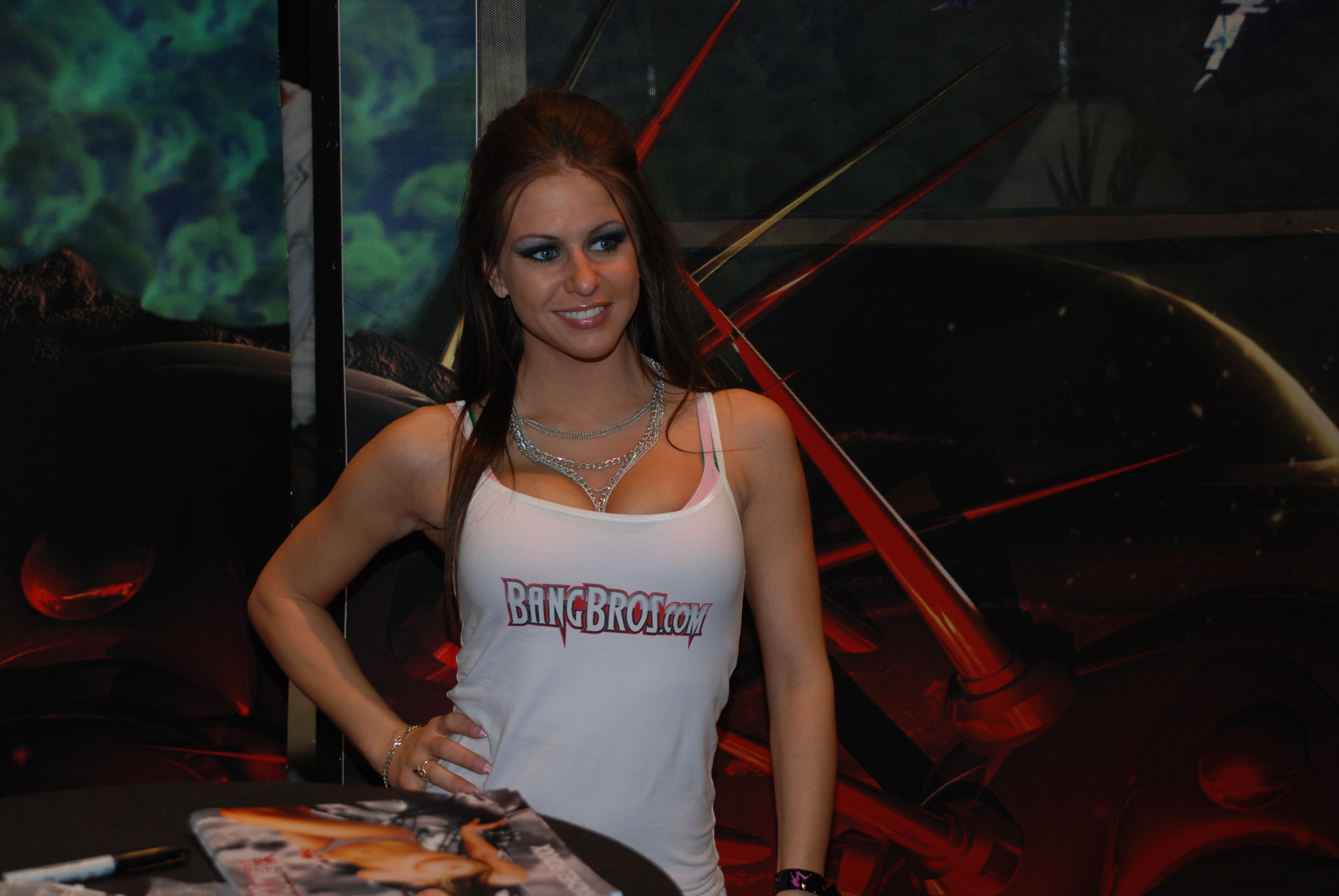
Актриса Рэйчел Рокс в майке с символикой Bang Bros на выставке AVN Adult Entertainment Expo

В июне 2005 года правительство США подало иск против BangBros Inc о нарушении правила Федеральной торговой комиссии о маркировании порнографической продукции и акта о спаме. Компания обвинялась в том, что при отправке коммерческих электронных писем с материалами сексуального характера, в заголовке писем не указывалось «порнографического содержания, как того требует закон». Bang Bros урегулировали этот иск в досудебном порядке, выплатив штраф в размере 650 000 долларов и согласившись на проверку своей деятельности, чтобы избежать подобных ошибок в будущем. Сообщалось, что на самом деле компания не отправляла электронную почту, но все равно несла ответственность, потому что нанимала третью сторону для совершения этих действий от их имени.

## Награды
- 2011 XBIZ Award: Studio Affiliate Program of the Year[4]
- 2012 XBIZ Award: Amateur Release of the Year[5]
- 2013 XBIZ Award Nominee: Studio of the Year[6]
- 2013 XBIZ Award: Adult Site of the Year[7]